# Maggie Behle
Maggie Behle (1º gennaio 1980) è una sciatrice alpina statunitense paralimpica, vincitrice di due medaglie di bronzo ai Giochi paralimpici di Nagano 1998.

## Biografia
Nata senza una gamba destra, ha iniziato a dedicarsi allo sci alpino all'età di cinque anni. 
Ha fecquentato la Rowland Hall-St. Mark's School a Salt Lake City, nello Utah. Dopo aver vinto la medaglia di bronzo alle Paralimpiadi invernali del 1998, è stata celebrata dalla scuola con l'istituzione della "Maggie Behle Day".

## Carriera
È diventata una componente della squadra di sci paralimpica degli Stati Uniti all'età di 13 anni All'età di 18 anni, Behle ha gareggiato nello sci alpino alle Paralimpiadi invernali del 1998, la sua unica apparizione in un evento di questo tipo, vincendo due medaglie di bronzo nelle categorie slalom speciale e discesa libera femminile. Sia nello slalom gigante che nel supergigante si è piazzata invece al 4º posto.

## Palmarès

### Paralimpiadi
- 2 medaglie:
  - 2 bronzi (discesa libera e slalom speciale a Nagano 1998)